# 東普陀講寺

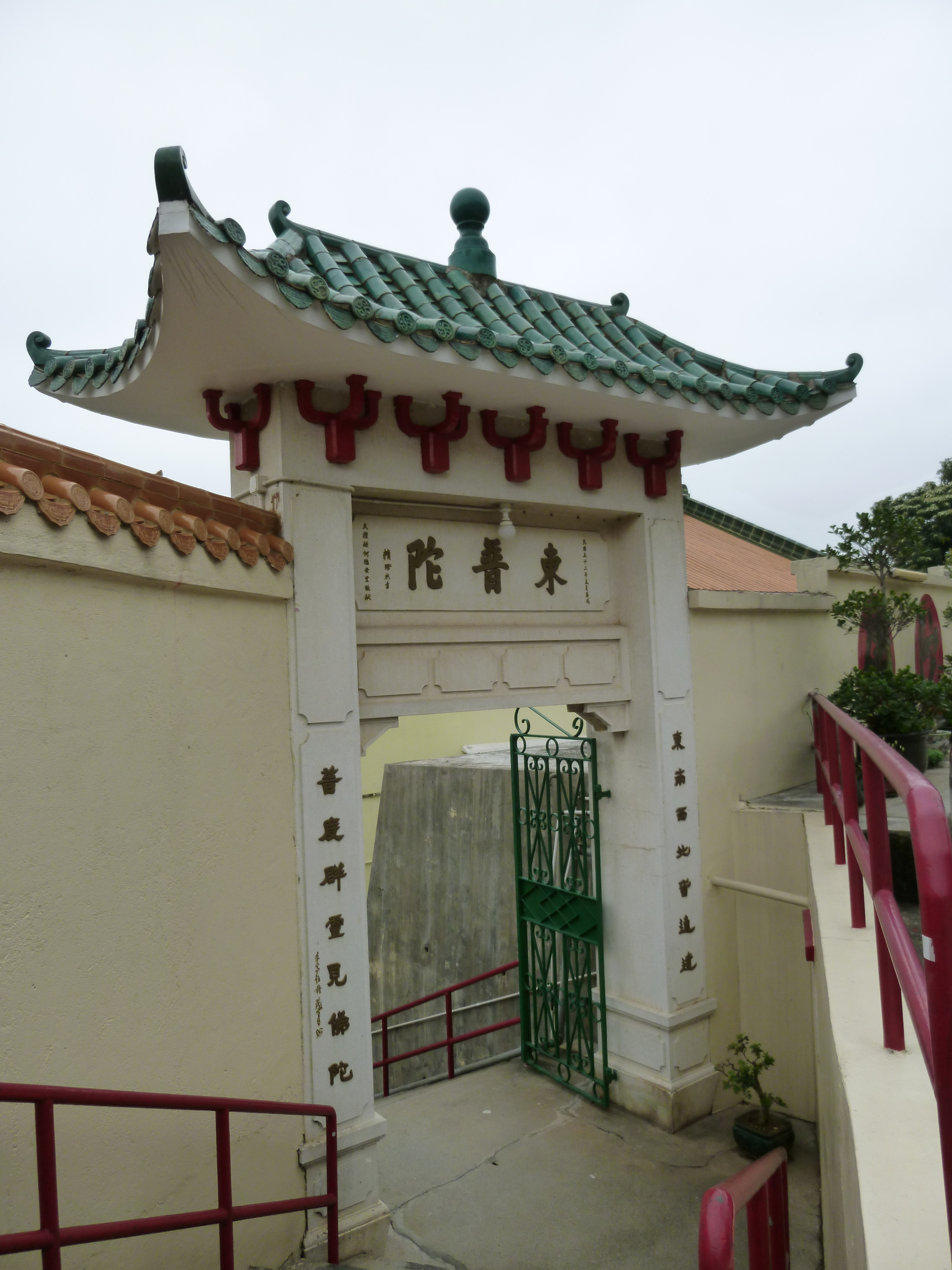
東普陀講寺

東普陀講寺位於香港荃灣千佛山山麓的老圍村，是一所仿照中國的浙江省之杭州市的普陀寺建造的寺院。

## 歷史
東普陀講寺在1932年由茂峰法師所創辦。茂峰是廣西博白人，生於光緒十四年（1888年），29歲在南京寶華山慧居寺（今稱隆昌寺）受戒。1924年茂峰應邀赴台灣靈泉寺講經，1927年自台灣到香港弘揚佛法，途經老圍村，登千石山，游大水坑，以其氣像宏闊，為建佛寺的理想地方，乃集資建寺。於1930年開始興建，歷兩年而成。茂峰因見千石山一帶景物與普陀山有些類近，故名之為「東普陀」，更把千石山改名為千佛山，又把大水坑名為三疊潭。
茂峰法師於1964年圓寂，講寺一直由寺院的僧人營辦，環境非常清幽。經過宣傳，現時前來觀光的遊人漸多，而寺院內外近亦都裝修過。

## 建築特式
東普陀講寺裡邊建有許多亭台樓閣：
- 「圓通寶殿」於1949年重修，位於東普陀講寺的中央部分，供奉觀音像、緬甸白玉釋迦牟尼佛像、西方三聖像、彌勒佛像、文殊菩薩像及普賢佛像；
- 前方是「天王殿」、「韋馱殿」及「觀音殿」；
- 後方是「藏經閣」；
- 左方是「客堂」及「延壽堂」；
- 右方是「祖堂」及「功德堂」；

尚有散佈「千佛山」各處的「印海堂」、「菩提樹」、「淨業堂」、「五觀堂」、「西客堂」、「禪堂」、「雲水堂」、「圖書館」、「客堂」、「竹亭」等建築物及景點。
另外，寺院的生活簡樸，據老圍當地的居民憶述：即使在1970年代時鐘普及的時代，寺內晚間依然有人打更；在1980年代仍然要燒柴。

## 珍藏寶物
東普陀最聞名的有所謂「三大」：即「佛大」、「鼎大」及「鑊大」。殿前大鼎背後刻有「重六百余斤，有盛店造」幾個字，為香港罕有的法器文物之一。
為紀念茂峰法師，1967年寺內建成「茂公紀念館」，內藏珍寶包括：
- 弘一法師的題字：弘一法師俗名李叔同，早年留學日本，出家前為著名音樂家及藝術家；
- 嶺南派畫家高劍父及趙少昂的「五言聯」及「花鳥畫」；
- 日本的裕仁天皇御賜之「黃緞金燦五衣」：1924年茂峰法師應邀往台灣基隆靈泉寺講經，逗留在台三年，講經弘法，皈依四眾達萬多人。當時的日治台灣總督及其官員也曾前往聽經，及將此事呈報日本天皇，敕令贈茂峰法師金燦五衣一件，是300年來第一位日本以外的僧伽得此禮頌。香港淪陷期間，日軍所到之處姦淫掠奪，百餘村婦到寺中避難。茂峰師為救蒼生，將日皇所贈黃緞金燦五衣，懸掛胸前，立於寺門，日軍見狀如見天皇，不敢冒犯，東普陀寺一度為避難所，成為香港最多僧侶掛單的佛寺，寺名遠播。

## 相關建築
由於講寺是僧人起居生活的地方，寺院的女眾都住在講寺旁邊的「吉祥院」內。2007年初，「吉祥院」由於日久失修，在暴雨下引致一幅外牆倒塌，造成一人死亡。

## 教育
由香港佛教聯合會主辦，位於天水圍新市鎮的佛教茂峰法師紀念中學，是以東普陀講寺的開山祖師茂峰法師命名的學校，在香港以資訊科技教學而聞名。

## 鄰近的觀光熱點
- 圓玄學院道觀
- 三叠潭天然溪澗
- 西方寺
- 香海慈航

## 外部連結
- 福山堂：東普陀講寺 （页面存档备份，存于）
- 佛教茂峰法師紀念中學 （页面存档备份，存于）